# Arthur Sales
Arthur Sales Gouveia (Recife, 22 de julho de 1991) é um ator e modelo brasileiro. Esteve entre os modelos mais requisitados e bem pagos do mundo, no Top 50 modelos masculinos do site models.com.

## Carreira
Arthur Sales já trabalhou para marcas renomadas como Dolce & Gabbana, Hugo Boss, Roberto Cavalli, Ralph Lauren, Armani Exchange, DSquared, Lincs, American Eagle, Corneliani e John Galliano. Estrelou campanhas de peso para Armani Exchange, DSquared, Roberto Cavalli, entre outras grifes. Já fez vários editoriais para revistas como Vanity Fair, L'Officiel, GQ e Vanity Teen, ganhou uma edição da L’Officiel totalmente dedicada a ele (feito só concedido até então para a über Gisele Bündchen) e fez ensaio ao lado da cantora Shakira.
Começou sua carreira internacional em maio de 2009, depois de alguns meses de trabalho em Recife. Morou em Milão, Paris, Hamburgo e Barcelona. Após um ano na Europa embarcou para Nova Iorque, onde passou 3 anos e meio trabalhando e estudando cinema. Paralelamente a carreira de modelo, ao longo dos anos, veio se dedicando ao teatro e música. Deu uma pausa na carreira de modelo em 2015 para cursar a faculdade de Direito na sua cidade Recife e aprofundar os estudos no teatro.
Como ator, participou da novela Haja Coração (Globo), integrou a Trupe em Cena (Globo) em 2017 estreando a peça "Afora Isso" com direção de Ary Coslov e, na novela Deus Salve o Rei (Globo), viveu na pele de Ícarus.

## Filmografia

### Televisão
| Ano  | Título           | Personagem | Notas                    |
| ---- | ---------------- | ---------- | ------------------------ |
| 2016 | Haja Coração     | Vendedor   | Episódio: "28 de agosto" |
| 2018 | Deus Salve o Rei | Ícarus     |                          |
| 2019 | Bom Sucesso      | Felipe     |                          |